# Gruyère (kaas)
Gruyère is een kaas die genoemd is naar de Zwitserse stad Gruyères. De kaas heeft sinds 2001 een AOC keurmerk.
Gruyère is uitstekend geschikt voor op brood, in tosti's en voor het gratineren van uiensoep.

## Productie
Gruyère wordt geproduceerd met ongepasteuriseerde melk die verwarmd wordt tot 34°C. Vervolgens wordt de melk gestremd. De gestremde melk wordt vermalen tot korrels en deze worden weer verwarmd op 43°C. De temperatuur wordt nog even verhoogd tot 54°C. Hierna wordt de kaas in een vorm gegoten en geperst. De buitenkant wordt vervolgens gezouten en daarna twee maanden gerijpt op kamertemperatuur.
Hierna kan de kaas voor langere tijd gerijpt worden in een vochtige kelder.

## Smaak
Gruyère is een zoete kaas met een zoute bijsmaak. Als de kaas nog jong is, is hij nog romig en smaakt hij een beetje naar noten. Als de kaas meer gerijpt is, wordt hij droger. Wanneer hij meer dan tien maanden heeft gerijpt, krijgt hij de naam Réserve.
Gruyère lijkt sterk op de Franse kazen Comté en Beaufort.

## Le Gruyère Premier Cru

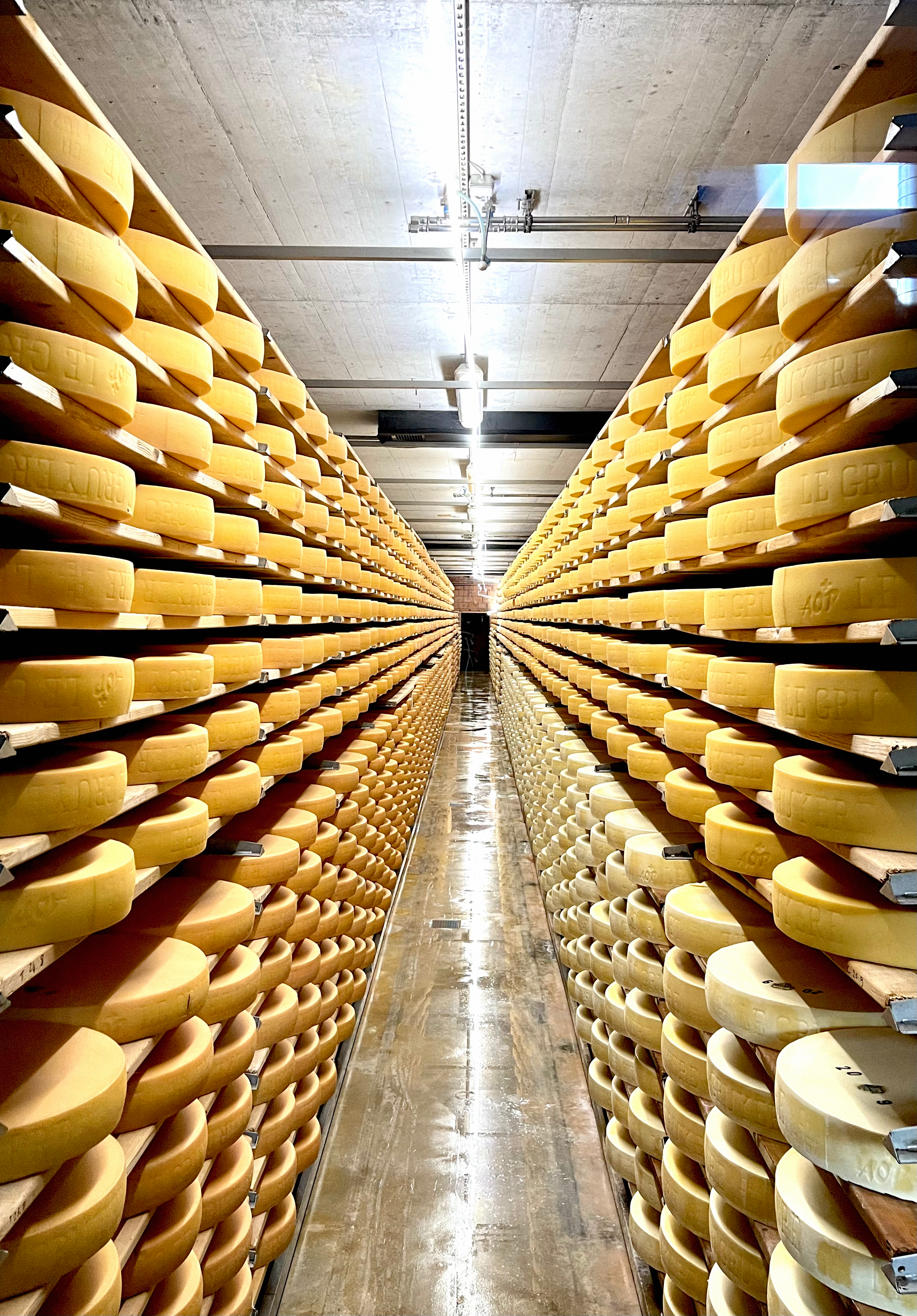

Le Gruyère Premier Cru is een speciale versie van de Gruyère. Deze is in het kanton Fribourg geproduceerd en heeft vervolgens 14 maanden in een vochtige kelder gerijpt.